# Aeroporto di Taranto-Grottaglie
L'aeroporto di Taranto-Grottaglie (IATA: TAR, ICAO: LIBG), o aeroporto "Marcello Arlotta", è un aeroporto pugliese di rilevanza nazionale, situato nel territorio di Grottaglie (TA), da cui dista 4 km. L'aeroporto vanta la sesta pista più lunga d'Italia.

## Storia
L'aeroporto di Grottaglie  nacque principalmente dall'esigenza di difendere il porto di Taranto.
Negli anni 1915-1916 furono costruiti i primi hangar per dirigibili e piccoli aerei nella piana della masseria di Scasserba di Grottaglie, a pochi chilometri dal mar Piccolo e lungo la traiettoria verso Brindisi.
Il 7 giugno 1916 vi nasce l'11ª Squadriglia che resta fino al 26 agosto.
Il Regio Esercito creò il 1º luglio 1917 una Sezione Difesa su Nieuport 11 che nell'estate era al comando del Tenente Mario Fucini che disponeva di altri 3 piloti ed una sezione di 2 aerei a Brindisi.
In ottobre la base passa sotto il comando dell'Armata Navale.
Durante il ventennio fascista, in cui le forze armate furono notevolmente potenziate, l'aeroporto divenne Scuola Centrale di Pilotaggio per oltre 200 allievi di varie nazionalità e fu intitolato al tenente di vascello Marcello Arlotta, scomparso nel mare Adriatico durante la prima guerra mondiale.
Nel 1939 dette prova di una perfetta organizzazione militare: infatti, a soli 23 minuti dall'ordine ed in sole 36 ore, fu in grado di trasportare in Albania un intero reggimento dei Granatieri di Sardegna con 40 trimotori.
Durante la seconda guerra mondiale assunse il compito di proteggere i porti di Taranto e di Brindisi e la città di Lecce.
Quando si aprì il fronte sui Balcani, da Grottaglie partirono squadriglie da bombardamento.
Nel gennaio del 1941 iniziò la coabitazione con gli aerei tedeschi ed a metà dicembre caddero sull'aeroporto le prime bombe alleate. Dal 4 giugno al 4 settembre del 1943 l'aeroporto subì cinque pesanti bombardamenti che distrussero la gran parte degli aerei italiani e tedeschi, nonché le strutture aeroportuali. Le perdite umane furono rilevanti: 71 morti e 146 feriti.
Dopo l'8 settembre l'aeroporto fu occupato dalla RAF e nell'estate del 1945 quel che era rimasto dell'aeroporto fu restituito all'Aeronautica Militare Italiana, pur restando un presidio degli Alleati sino al 1950.

### Il dopoguerra
A dicembre del 1950 si iniziò la ricostruzione dell'aeroporto e si insediò una nuova scuola di pilotaggio.
Nel 1964 divenne aeroporto civile, ospitando principalmente i voli della compagnia di bandiera italiana che collegano Taranto con Roma e con alcune città del Friuli-Venezia Giulia.
Nell'ottobre 1965 era sede del 84º Centro C/SAR che rimane fino al marzo 1978.
Nel 1969, a seguito delle risultanze del Rapporto Lino sulla sicurezza negli scali italiani, lo scalo venne chiuso per essere riaperto nel 1985 con l'aggiunta del distaccamento dei Vigili del fuoco di Grottaglie e di una nuova struttura adibita a terminal passeggeri.
Nel frattempo venne anche adibito ad uso militare per conto della Marina Militare Italiana, che lo acquisì in concessione d'uso dal 1982, in seguito al riordino dell'Aeronautica Militare. Rimase attivo fino al 2003 per via della presenza di alcune compagnie aeree che si interessarono allo scalo ionico.
Molte personalità sono transitate per questo aeroporto. Tra le più importanti si ricordano papa Paolo VI, durante la notte di Natale del 1968 in cui celebrò la Santa Messa della Natività tra gli operai del centro siderurgico di Taranto e Giovanni Paolo II, in visita pastorale alla città il 26 ottobre 1989.

### Anni 2000
Nel 2006 il gruppo Alenia Aeronautica diventa partner della Boeing per la realizzazione delle fusoliere e del piano di coda del nuovo Boeing 787. L'insediamento di Grottaglie si presta benissimo per la realizzazione delle fusoliere in fibra di carbonio, ma per il trasporto delle stesse occorre che possano atterrare nel vicino aeroporto i pesanti Boeing 747-400 LCF cargo appositamente modificati. Viene pertanto indetto un bando per l'allungamento della pista dagli originari 1.860 m agli attuali 3.200 m, per la modifica della strada provinciale San Giorgio Jonico-Grottaglie, per la realizzazione di un nuovo piazzale, di nuove bretelle di collegamento e di una nuova caserma dei Vigili del fuoco.
Il 15 dicembre 2006, viene inaugurata la nuova pista che risulta una della più lunghe d'Italia, unitamente al nuovo piazzale Alenia e il 21 marzo 2007 atterra il primo Boeing 747-400 LCF cargo.
Dal 2010 è aeroporto doganale e nel 2013 è stato inserito nella lista degli aeroporti di rilevanza nazionale del ministero delle infrastrutture e dei trasporti.

### Utilizzo come spazioporto
Nel maggio 2018 è stata data notizia che l'aeroporto di Taranto-Grottaglie è stato individuato dal Ministero delle infrastrutture e dei trasporti e dall'ENAC per realizzare entro il 2020 il primo spazioporto italiano, ancora non operativo per i voli suborbitali.
La scelta del luogo dove sorgerà lo spazioporto italiano fa seguito all'accordo firmato nel dicembre del 2017 tra la società ALTEC di Torino (società partecipata da ASI e Thales Alenia Space), la Sitael (società del gruppo Angel) e la Virgin Galactic di Richard Branson, che sta sviluppando la SpaceShipTwo, navetta per il volo suborbitale destinata al turismo spaziale, ma anche un sistema di lancio per piccoli satelliti in orbita bassa.
In base all'intesa tra le due aziende saranno valutate congiuntamente le opportunità operative dello spazioporto italiano per la Virgin Galactic, per eseguire voli sperimentali suborbitali, addestramento astronauti e piloti, scopi didattici e turismo spaziale, facendo anche seguito all'accordo firmato nel giugno del 2017, presso la “Casa dell'Aviatore” dell'Aeronautica Militare, un accordo di cooperazione tra l'americana FAA (Federal Aviation Administration), ENAC (Ente Nazionale Aviazione Civile) e ASI (Agenzia Spaziale Italiana) sul “Commercial Space Transportation”.
La collaborazione proposta si basa sull'utilizzo del sistema di volo spaziale Virgin Galactic, in particolare lo Spazioplano riutilizzabile SpaceShipTwo ed il suo velivolo vettore, White Knight Two.
Nell'ottobre 2020 il consiglio d'amministrazione dell'ENAC ha approvato il Regolamento per la costruzione e l’esercizio degli spazioporti, segnando una conferma ufficiale in appoggio all'adattamento del complesso.

## Base militare
L'aeroporto è qualificato, per decreto, come "Aeroporto Civile", ove la presenza della Marina Militare non interferisce con l'Aviazione civile, in quanto ha creato infrastrutture di uso esclusivo, che ospitano gli aerei imbarcati sulle sue navi. Negli anni sessanta, invece, era un aeroporto militare aperto al traffico civile.
- il GRUPAER operante sul cacciabombardiere imbarcato V/STOL McDonnell Douglas-BAe AV-8B+ Harrier II
- il GRUPELICOT4 basato su elicotteri NHIndustries SH-90

A Grottaglie è, inoltre, presente la Sezione Aerea Manovra Grottaglie della Guardia di Finanza.

## Scalo civile

### Società di gestione
La società di gestione è la Aeroporti di Puglia S.p.A., ex S.E.A.P, a capitale pubblico.

### La questione dei voli passeggeri e le polemiche con Aeroporti di Puglia
Ci sono state molte proposte di attivazione di voli passeggeri, le ultime delle quali effettuata dall'Air Italy nel maggio 2011 e dalla CityLine Swiss nel gennaio 2014.
La questione dei voli passeggeri dall'Aeroporto di Taranto Grottaglie ha portato a diverse manifestazioni di piazza e ad una delibera del consiglio comunale di Grottaglie che impegna la società di gestione a far partire i voli passeggeri. Nell'aprile del 2014 anche il consiglio comunale di Statte approva una identica delibera. Nel settembre 2013 l'associazione "Taranto Futura" presenta una denuncia presso la Procura della Repubblica di Taranto.
La Camera di Commercio di Taranto e numerose associazioni del territorio jonico continuano a richiedere alla società di gestione Aeroporti di Puglia di accogliere le richieste di voli passeggeri da parte delle compagnie aeree per incentivare il rilancio dell'economia della provincia

## Interventi di ammodernamento, ampliamento e riqualificazione
Sono previsti interventi atti ad ammodernare, ampliare e riqualificare l'intera struttura aeroportuale tarantina per incentivare il traffico aereo civile; nello specifico saranno eseguiti i seguenti lavori:
- Lavori di ampliamento e riqualificazione del piazzale sosta degli aeromobili
- Ampliamento e riqualificazione terminal (zona partenze e arrivi)
- Realizzazione di un nuovo impianto di smistamento bagagli
- Interventi di riconfigurazione della viabilità di accesso e del parcheggio auto
- Ammodernamento via di rullaggio

A giugno 2020 sono in corso i lavori per la via di rullaggio e il piazzale sosta aeromobili. Si è appena conclusa, invece, la progettazione delle opere per il rifacimento del terminal passeggeri, prossima alle gare d'appalto.
Ad ottobre 2022 sono stati aggiudicati, a seguito di gara d’appalto, i lavori di progettazione esecutiva e di ristrutturazione del terminal passeggeri.

## Servizi
- Biglietteria con sportello
- Servizi igienici
- Parcheggio
- Bancomat
- Caffetteria
- Servizio trasporto bagagli

## Galleria d'immagini

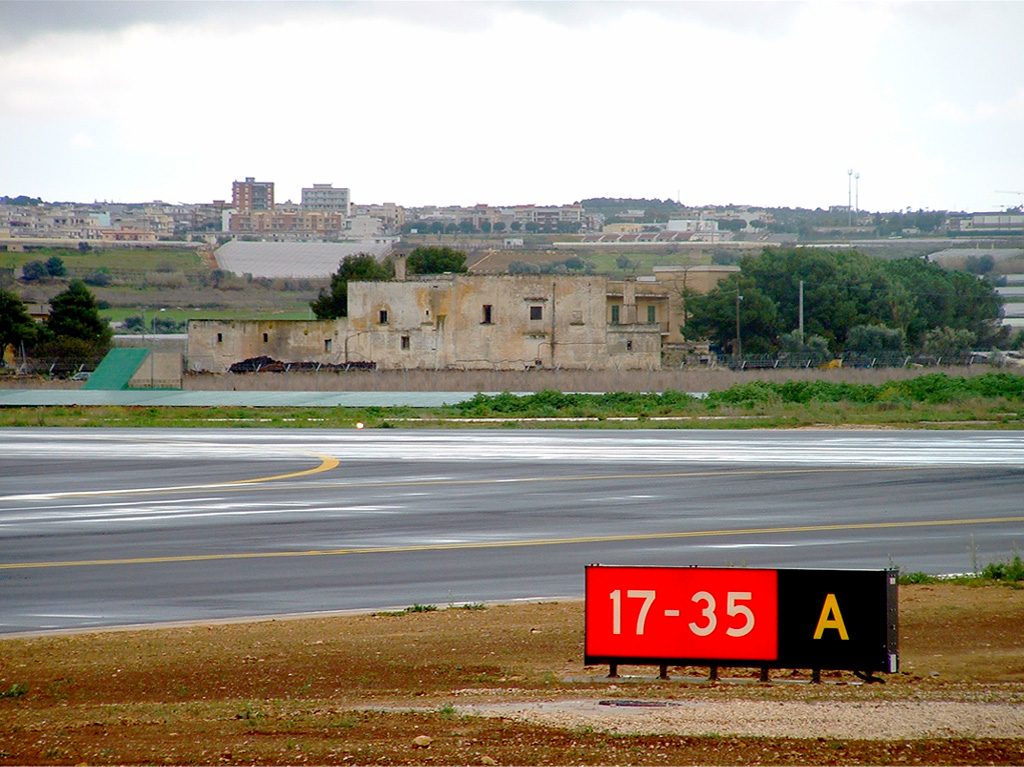
Veduta della pista dell'aeroporto
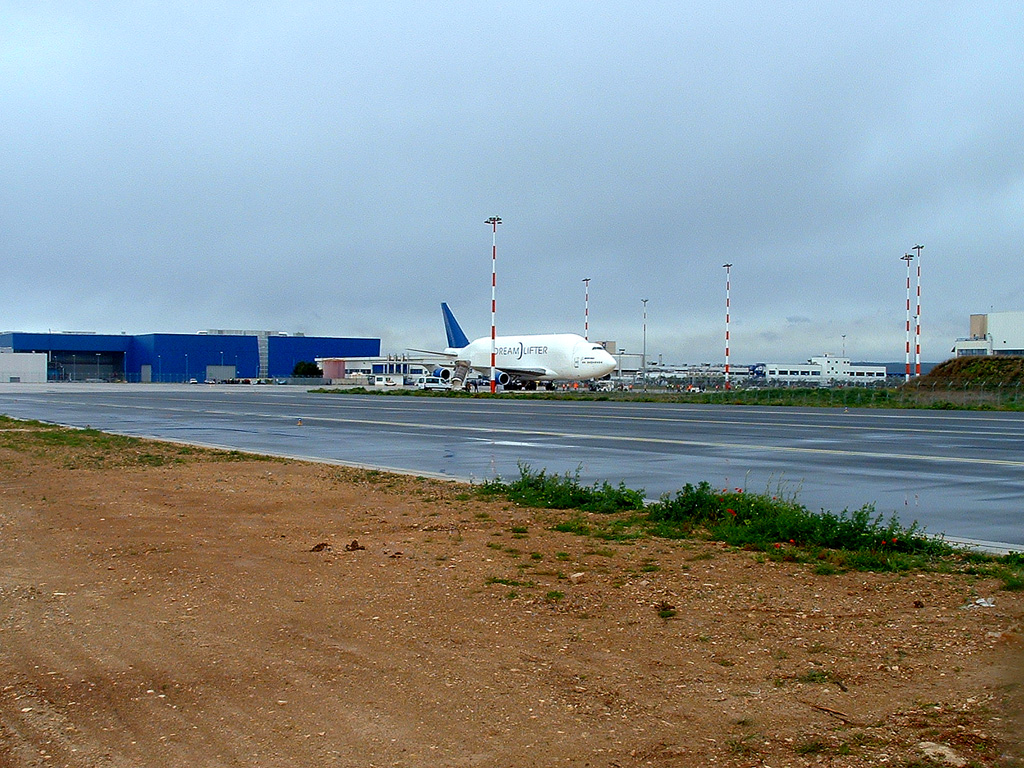
Il Boeing 747 LCF Dreamlifter sulla pista
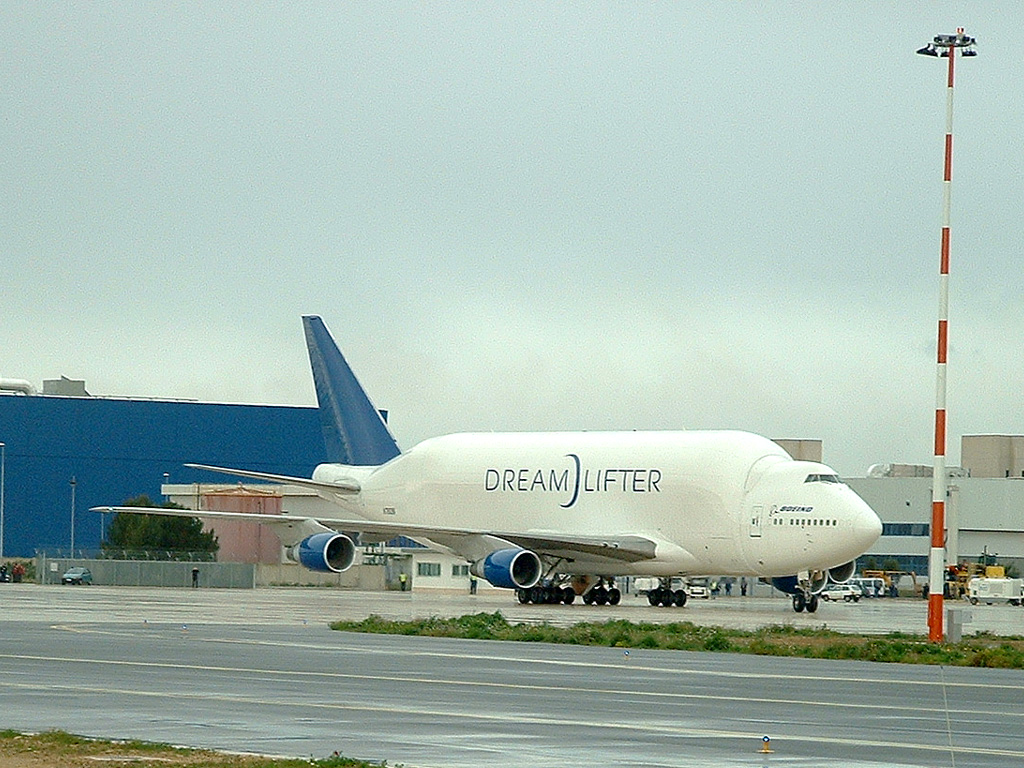
Veduta della pista con il Boeing 747-400 LCF
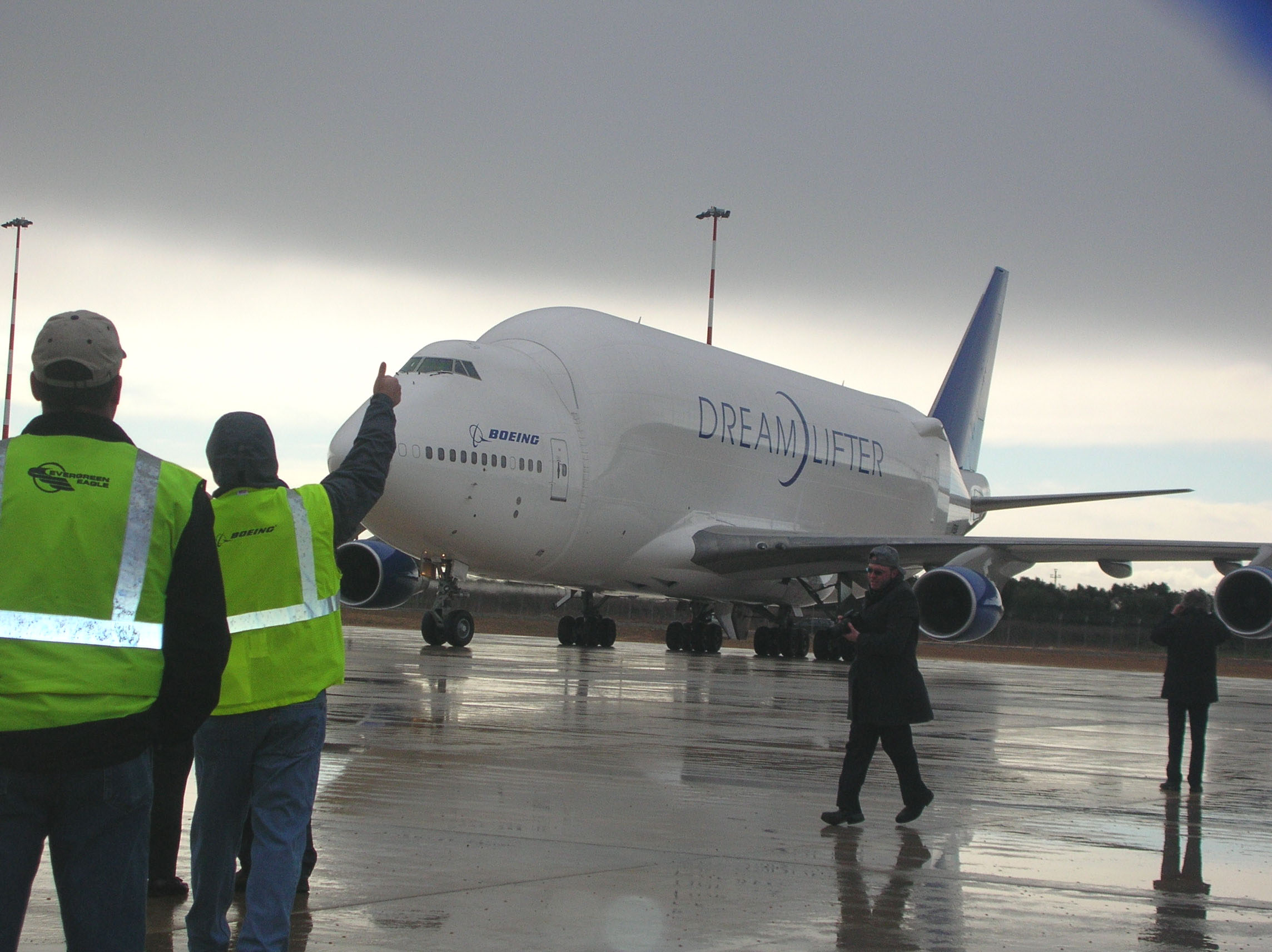
Il Boeing 747-400 LCF subito dopo l'atterraggio
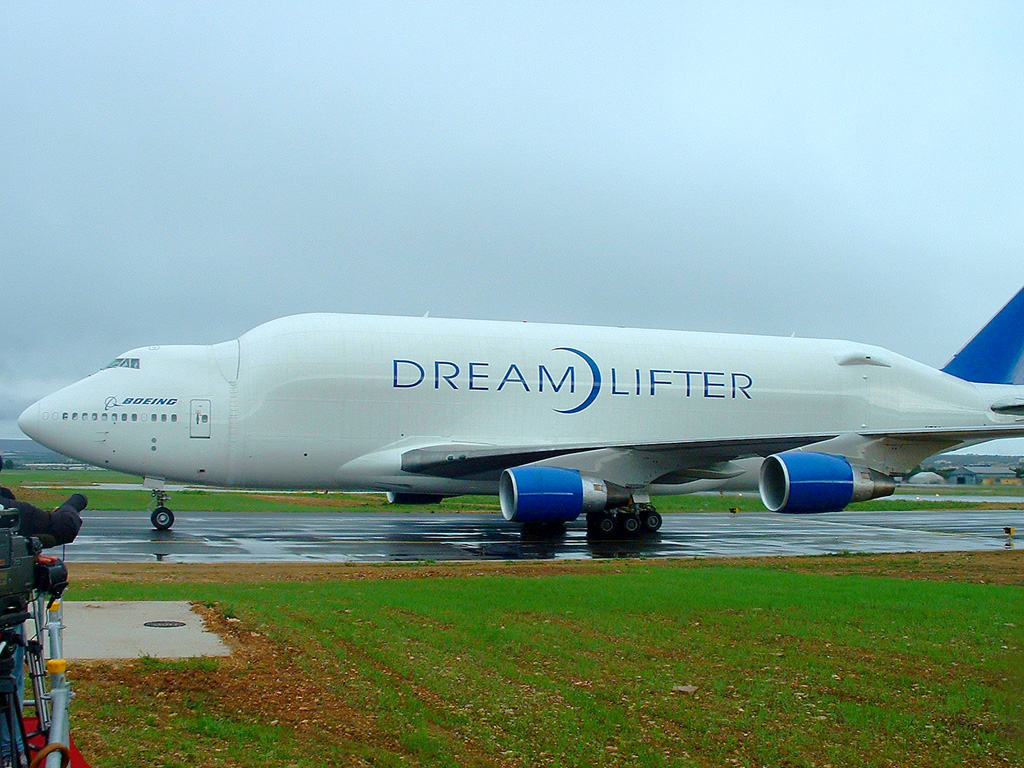
Il Boeing 747-400 LCF sulla pista